# Antioccidentalisme
Ne doit pas être confondu avec Antioxydant.

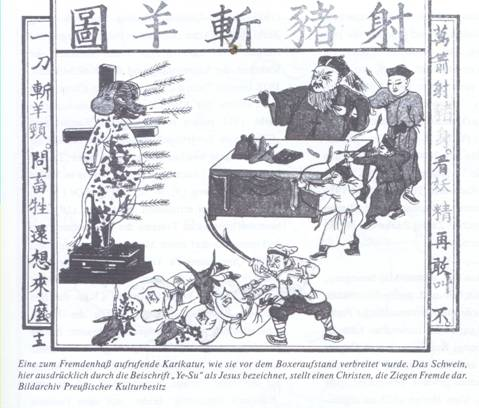
Sur cette caricature chinoise (1861), des étrangers présentés comme des porcs et des chèvres sont abattus par des fonctionnaires mandchous. L'un d'eux, crucifié, figure l'Occident chrétien : « Ye Su, le Porc, est mis à mort »

Le sentiment anti-occidental (aussi appelé antioccidentalisme) se réfère à une large opposition ou à l'hostilité à l'encontre de la population, des politiques ou des gouvernements de pays occidentaux. 

## Histoire
Dès 1920, des nationalistes comme Gabriele D'Annunzio en Italie, Ernst Niekisch en Allemagne et d'autres membres de la Révolution conservatrice allemande sont hostiles à l'occidentalisme[source insuffisante]. En Europe, l'antioccidentalisme est aussi promu par des nationalistes hostiles aux États-Unis[réf. souhaitée].
Après la guerre froide, Samuel Huntington considère que le régionalisme économique et politique entrainera de plus en plus de pays non occidentaux à s'engager dans des liens géopolitiques avec des pays partageant leurs valeurs (non-occidentales).
Ce sentiment anti-occidental évolue, selon Nina Bachkatov, journaliste spécialiste de la Russie, vers ce qu'elle appelle l'a-ocidentalisme[Quoi ?] (signifiant sans occident). Les dirigeants chinois et russes, par exemple, partagent une même volonté d'intégration dans des relations mondialisées. Ils font partie d'un groupe croissant de pays qui n'est pas anti-occidental mais a-occidental et qui veut suivre ses propres voies de développement.
Pour la Russie, il s'agit de la reprise en compte sous les formes nouvelles des opinions répandues au XIXe siècle avec le panslavisme . Celles de Nikolaï Danilevski, par exemple, qui récusait la partition du monde entre Orient  et Occident. Pour lui, les Russes n'avaient pas à être les émissaires et propagateurs de la civilisation européenne vers l'Orient. Depuis la fin de la guerre froide ces théories, héritées notamment par des écrivains des siècles précédents tels que Dostoïevski, sont transmises et reprises dans la conception de l'eurasisme par des théoriciens politiques contemporains tels que Alexandre Douguine et des clubs tels que le Club d'Izborsk.